# Fryderyki 2017
Fryderyki 2017 – 23. edycja polskich nagród muzycznych Fryderyków, przyznawanych przez Akademię Fonograficzną (powołaną przez Związek Producentów Audio-Video), honorująca dokonania przemysłu muzycznego w 2016 roku. Ceremonia wręczenia nagród muzyki poważnej odbyła się 24 kwietnia 2017 w Studio Koncertowym Polskiego Radia im. Witolda Lutosławskiego w Warszawie, została poprowadzona przez Jacka Hawryluka oraz była emitowana na żywo przez Program II Polskiego Radia. Gala muzyki rozrywkowej i jazzowej odbyła się 26 kwietnia 2017 w Teatrze Polskim w Warszawie, została poprowadzona przez Tomasza Kammela oraz była emitowana przez TVP2.
Nagrody konkursowe zostały przyznane w 20 kategoriach (9 w sekcji muzyki rozrywkowej, 3 w sekcji muzyki jazzowej i 8 w sekcji muzyki poważnej). Najwięcej nominacji (5) otrzymała Anna Mikołajczyk-Niewiedział. Najwięcej nagród (po 2) zdobyli Anna Mikołajczyk-Niewiedział, Kwartet Śląski i Ørganek. Poza nagrodami konkursowymi zostały przyznane trzy Złote Fryderyki.

## Organizacja
Przyjmowanie przez Akademię Fonograficzną zgłoszeń do Fryderyków 2017 trwało od 22 grudnia 2016 do 27 stycznia 2017. Łącznie zostało zgłoszone 277 albumów w sekcji muzyki rozrywkowej, 90 albumów w sekcji jazzu, 121 albumów w sekcji muzyki poważnej, 277 utworów i 273 teledyski.
9 marca 2017 Związek Producentów Audio-Video (ZPAV) ogłosił nominacje i podał laureatów Złotych Fryderyków. Ponadto zapowiedział, że nagrody zostaną wręczone podczas dwóch ceremonii w Warszawie. Pierwsza, w sekcji muzyki poważnej, została zaplanowana na 24 kwietnia 2017 w Studio Koncertowym Polskiego Radia im. Witolda Lutosławskiego. Druga, w sekcjach muzyki rozrywkowej i jazzowej, została zaplanowana na 26 kwietnia 2017 w Teatrze Polskim w Warszawie. Ponadto ZPAV zapowiedział, że organizatorem imprez po raz jedenasty z rzędu będzie agencja STX Jamboree, a gala muzyki rozrywkowej i jazzowej będzie retransmitowana tego samego dnia o 22:20 przez TVP2. 3 kwietnia 2017 organizatorzy ogłosili listę artystów, którzy wystąpią na gali muzyki rozrywkowej i jazzowej, oraz poinformowali, że poprowadzi ją prezenter Tomasz Kammel. Zapowiedzieli ponadto, że galę muzyki poważnej wyemituje na żywo Program II Polskiego Radia. 13 kwietnia 2017 poinformowali, że poprowadzi ją poważnej dziennikarz Jacek Hawryluk. 26 kwietnia 2017 podali listę prezenterów na gali muzyki rozrywkowej.

## Przebieg

### Gala muzyki poważnej (24 kwietnia 2017)
Występy podczas gali muzyki poważnej:
- Polska Orkiestra Radiowa (dyrekcja: Michał Klauza)
- Piotr „Pianohooligan” Orzechowski
- Aleksandra Kuls-Koziak
- Marcin Koziak
- Zespół Śpiewaków Miasta Katowice Camerata Silesia (dyrekcja: Anna Szostak)

### Gala muzyki rozrywkowej i jazzu (26 kwietnia 2017)

#### Występy
Występy podczas gali muzyki rozrywkowej i jazzowej:

- Raz, Dwa, Trzy i BeMy – „Idź swoją drogą”
- L.U.C., Rebel Babel Ensemble i Mesajah – „Manifest”
- Hey – „Prędko, prędzej”
- Ørganek – „Czarna Madonna”
- Buslav i Xxanaxx – „Świt”, „Nie znajdziesz mnie”
- Piotr Zioła i Bisz/Radex – „Potlacz!”, „Podobny”
- Łąki Łan i Sorry Boys – „Pola Ar”, „Wracam”
- Dżem – „Naiwne pytania”
- Gregory Porter(inne języki) – „Consequence of Love”

#### Prezenterzy
Prezenterzy podczas gali muzyki rozrywkowej i jazzowej:

- Halina Frąckowiak i Kuba Badach – wręczenie nagrody w kategorii album roku pop
- Novika i Igor Herbut – wręczenie nagrody w kategorii album roku alternatywa
- Zdzisława Sośnicka i Hirek Wrona – wręczenie nagrody w kategorii album roku hip-hop
- Justyna Święs, Kuba Karaś i Gabi Drzewiecka – wręczenie nagrody w kategorii fonograficzny debiut roku (muzyka rozrywkowa)
- Natalia Nykiel – wręczenie nagrody w kategorii album roku elektronika
- Wojciech Pilichowski – wręczenie nagrody w kategorii album roku rock
- Renata Przemyk i Marek Dutkiewicz – wręczenie nagrody w kategorii album roku muzyka korzeni
- Magdalena Boczarska i Arkadiusz Jakubik – wręczenie nagrody w kategorii teledysk roku
- Jan Chojnacki i Bartosz Dobrzyński – wręczenie Złotego Fryderyka dla Dżemu
- Wanda Kwietniewska i Marek Hojda – wręczenie nagrody w kategorii utwór roku
- Anna Maruszeczko – wręczenie nagrody w kategorii fonograficzny debiut roku (muzyka jazzowa)
- Piotr Iwicki – wręczenie nagrody w kategorii album roku
- Margaret – wręczenie nagrody w kategorii artysta roku
- Adam Makowicz – wręczenie Złotego Fryderyka dla Urszuli Dudziak
- Piotr Metz – zapowiedź wspólnego zdjęcia laureatów

## Laureaci i nominowani

### Sekcja muzyki rozrywkowej
| Utwór roku | Fonograficzny debiut roku |
| --- | --- |
| - „Mississippi w ogniu” – Ørganek - muzyka: Tomasz Organek, Adam Staszewski, Tomasz Lewandowski i Robert Markiewicz - słowa: Tomasz Organek - „Horses” – Brodka - muzyka: Monika Brodka - słowa: Monika Brodka i Zbigniew Bzymek - „Królowa łez” – Agnieszka Chylińska - muzyka: Bartek Królik i Marek Piotrowski - słowa: Agnieszka Chylińska - „Prędko, prędzej” – Hey - muzyka: Paweł Krawczyk i Katarzyna Nosowska - słowa: Katarzyna Nosowska - „W głowie” – Ania Dąbrowska - muzyka: Ania Dąbrowska i Martyna Melosik - słowa: Ania Dąbrowska | - Piotr Zioła - BeMy - Bovska - Buslav - Kroki |
| Album roku pop | Album roku rock (w tym hard, metal, punk) |
| - Dla naiwnych marzycieli – Ania Dąbrowska - produkcja: Czarny HIFI i Ania Dąbrowska - Buslav – Buslav - produkcja: Buslav - Forever Child – Agnieszka Chylińska - produkcja: Bartek Królik i Marek Piotrowski - Raz, Dwa, Trzy… 25 – Raz, Dwa, Trzy - produkcja: Rafał Kolikow - Revolving Door – Piotr Zioła - produkcja: Marcin Bors | - Czarna Madonna – Ørganek - produkcja: Jacek Antosik i Ørganek - Błysk – Hey - produkcja: Marcin Bors - Mywaswynas – Luxtorpeda - produkcja: Luxtorpeda - T.Love – T.Love - produkcja: Maciej Majchrzak - współprodukcja: Jacek Gawłowski i Muniek Staszczyk - Złoto – Krzysztof Zalewski - produkcja: Krzysztof Zalewski                                    |
| Album roku hip hop | Album roku alternatywa |
| - Życie po śmierci – O.S.T.R. - produkcja: Killing Skills - Ała. – Ten Typ Mes - produkcja: Ten Typ Mes - Marmur – Taco Hemingway - produkcja: Rumak - Ułamek tarcia – Kaliber 44 - produkcja: Abradab - Wilczy humor – Bisz i Radex - produkcja: Radek Łukasiewicz | - Clashes – Brodka - produkcja: Noah Georgeson - Drony – Fisz Emade Tworzywo - produkcja: Emade - Karabin – Maria Peszek - produkcja: Fox - Roma – Sorry Boys - produkcja: Marek Dziedzic - Syntonia – Łąki Łan - produkcja: Jarosław Jóźwik i Michał Chęć |
| Album roku elektronika | Album roku muzyka korzeni (w tym blues, folk, country, muzyka świata, reggae) |
| - Bang! – Reni Jusis - produkcja: Stendek, m.Bunio.s, Kuba Karaś i Reni Jusis - Eye of the Soundscape – Riverside - produkcja: Mariusz Duda, Magda Srzednicka i Robert Srzednicki - FWRD – Xxanaxx - produkcja: Michał Wasilewski - Stairs – Kroki - produkcja: Łukasz Palkiewicz - Undone – Zamilska - produkcja: Zamilska | - Prosta piosenka – Martyna Jakubowicz - produkcja: Martyna Jakubowicz, Dariusz Bafeltowski i Jan Smoczyński - Dancing, salon, ulica – Warszawskie Combo Taneczne - produkcja: różni - Meridian 68 – Dagadana - produkcja: Marcin Pospieszalski - Powrót do korzeni – Mesajah - produkcja: Mesajah - Woman Blue – Shy Albatross - produkcja: Raphael Rogiński |
| Teledysk roku | |
| - „Pastempomat” – Dawid Podsiadło - reżyseria: Sebastian Pańczyk - „Błysk” – Hey - reżyseria: Dariusz Rzontkowski - „Miłość miłość” – Krzysztof Zalewski - reżyseria: Piotr Onopa - „Mississippi w ogniu” – Ørganek - reżyseria: Marta Kacprzak - „Up in the Hill” – Brodka - reżyseria: Brodka | |

### Sekcja muzyki jazzowej
| Album roku | Album roku                                                                            |
| --- | ------------------------------------------------------------------------------------- |
| - Tribute to Henryk Majewski – Robert Majewski - produkcja: Robert Majewski - Marek Napiórkowski Sextet – Trójka Live – Marek Napiórkowski Sextet - produkcja: Marek Napiórkowski - Monte Albán – Adam Pierończyk - produkcja: Adam Pierończyk - Piano.pl – Dorota Miśkiewicz - produkcja: Dorota Miśkiewicz - Popular Music – Kamil Piotrowicz Sextet - produkcja: Kamil Piotrowicz i Jan Sudzina |                                                                                       |
| Artysta roku | Fonograficzny debiut roku                                                             |
| - Zbigniew Namysłowski - Adam Bałdych - Adam Pierończyk - Dorota Miśkiewicz - Marek Napiórkowski | - Tomasz Wendt - Kajetan Borowski - Mateusz Gawęda - Mateusz Pliniewicz - Sabina Meck |

### Sekcja muzyki poważnej
| Najwybitniejsze nagranie muzyki polskiej |
| --- |
| - Grażyna Bacewicz: Complete String Quartets - Kwartet Śląski - Feliks Nowowiejski: Quo Vadis - Aleksandra Kurzak, Artur Ruciński, Rafał Siwek, Sebastian Szumski, Arkadiusz Bialic, Górecki Chamber Choir, Włodzimierz Siedlik, Orkiestra Symfoniczna Warmińsko-Mazurskiej Filharmonii im. Feliksa Nowowiejskiego w Olsztynie (dyrekcja: Piotr Sułkowski) - Paweł Łukaszewski – IV Symfonia – Symfonia o Bożym Miłosierdziu - Anna Mikołajczyk-Niewiedział, Maciej Nerkowski, Orkiestra i Chór Opery i Filharmonii Podlaskiej, Violetta Bielecka, Barbara Ewa Rafałko (dyrekcja: Wojciech Michniewski) - Paweł Łukaszewski – Musica Profana 1 - Ewa Guz-Seroka, Anna Mikołajczyk-Niewiedział, Anna Lubańska, Robert Gierlach, Kamila Wąsik-Janiak, Piotr Hausenplas, Romuald Gołębiowski - Penderecki conducts Penderecki vol. 1 - Orkiestra i Chór Filharmonii Narodowej (dyrekcja: Krzysztof Penderecki), Johanna Rusanen – sopran, Agnieszka Rehlis – mezzosopran, Nikolay Didenko – bas, Henryk Wojnarowski – dyrektor chóru                                                                              |
| Album roku muzyka chóralna, oratoryjna i operowa |
| - De Profundis – Polish Psalms of the 20th and 21st Century - Chór Narodowego Forum Muzyki (dyrekcja: Agnieszka Franków-Żelazny) - Camerata Silesia Sings Szymański - instrumentaliści Narodowej Orkiestry Symfonicznej Polskiego Radia w Katowicach, Zespół Śpiewaków Miasta Katowice Camerata Silesia (dyrekcja: Anna Szostak) - Feliks Nowowiejski: Quo Vadis - Aleksandra Kurzak, Artur Ruciński, Rafał Siwek, Sebastian Szumski, Arkadiusz Bialic, Górecki Chamber Choir, Włodzimierz Siedlik, Orkiestra Symfoniczna Warmińsko-Mazurskiej Filharmonii im. Feliksa Nowowiejskiego w Olsztynie (dyrekcja: Piotr Sułkowski) - Józef Zeidler: Missa ex D – Musica Sacromontana - Sinfonia Varsovia, Zespół Śpiewaków Miasta Katowice Camerata Silesia, Rafał Bartmiński, Robert Gierlach, Iwona Hossa, Agnieszka Rehlis, Lilianna Stawarz (dyrekcja: Jerzy Maksymiuk) - Penderecki conducts Penderecki vol. 1 - Orkiestra i Chór Filharmonii Narodowej (dyrekcja: Krzysztof Penderecki), Johanna Rusanen – sopran, Agnieszka Rehlis – mezzosopran, Nikolay Didenko – bas, Henryk Wojnarowski – dyrektor chóru |
| Album roku muzyka dawna |
| - J.S. Bach: Sonaty BWV 525–530 - Marek Toporowski, Irmina Obońska, Mark Caudle - Bartłomiej Pękiel - Aldona Bartnik – sopran, Matthew Venner – kontratenor, Maciej Gocman – tenor, Tomáš Král – bas, Jaromír Nosek – bas (dyrekcja: Andrzej Kosendiak) - Musica Claromontana vol. 58 (Amando Ivančić) - Marzena Michałowska – sopran, Piotr Olech – alt, Łukasz Nowak – tenor, Andrzej Zawisza – bas, {oh!} Orkiestra Historyczna (dyrekcja: Martyna Pastuszka i Marcin Świątkiewicz) |
| Album roku recital solowy |
| - Sequenza - Janusz Wawrowski (skrzypce) - Dissociative Counterpoint Disorder - Małgorzata Sarbak (klawesyn) - Le Clavecin Moderne - Alina Ratkowska (klawesyn) - Tonisteon - Leszek Lorent (perkusja) - Works for Violin Solo - Aleksandra Kuls (skrzypce) |
| Album roku muzyka kameralna |
| - Paweł Łukaszewski – Musica Profana 1 - Ewa Guz-Seroka, Anna Mikołajczyk-Niewiedział, Anna Lubańska, Robert Gierlach, Kamila Wąsik-Janiak, Piotr Hausenplas, Romuald Gołębiowski - Eidos - Anna Kwiatkowska – skrzypce, Joanna Opalińska – fortepian - Ignacy Jan Paderewski – Pieśni - Anna Radziejewska – mezzosopran, Karol Kozłowski – tenor, Agnieszka Hoszowska-Jabłońska – fortepian - Krzysztof Meyer – Trio i Quintet - Eduard Brunner, Iwan Monighetti, Pawieł Giliłow, Kwartet Wilanów (Tadeusz Gadzina, Paweł Łosakiewicz, Ryszard Duź, Marian Wasiółka) - Miklos Rozsa, Zoltan Kodaly – Project Hungarica - Szymon Krzeszowiec, Bartłomiej Nizioł, Adam Krzeszowiec - Quint(et)essence - Krakowski Kwintet Dęty i Beata Bilińska |
| Album roku muzyka symfoniczna i koncertująca |
| - Maksymiuk & Sinfonia Varsovia - Sinfonia Varsovia (dyrekcja: Jerzy Maksymiuk) - Accordiofonica - Klaudiusz Baran, Łomża Chamber Philharmonic (dyrekcja: Jan Miłosz Zarzycki) - Fryderyk Chopin – Piano Concertos - Szymon Nehring i Sinfonietta Cracovia (dyrekcja: Jerzy Dybał i Krzysztof Penderecki) - Mieczysław Karłowicz – Philharmonic Szczecin/Bartłomiej Nizioł/Łukasz Borowicz - Bartłomiej Nizioł – skrzypce, Orkiestra Symfoniczna Filharmonii im. Mieczysława Karłowicza w Szczecinie (dyrekcja: Łukasz Borowicz) - Strauss, Haydn, Purcell. Agnieszka Duczmal – Ewa Podleś – Amadeus - Ewa Podleś i Orkiestra Kameralna Polskiego Radia Amadeus (dyrekcja: Agnieszka Duczmal) |
| Album roku muzyka współczesna |
| - Paweł Łukaszewski – IV Symfonia – Symfonia o Bożym Miłosierdziu - Anna Mikołajczyk-Niewiedział, Maciej Nerkowski, Orkiestra i Chór Opery i Filharmonii Podlaskiej, Violetta Bielecka, Barbara Ewa Rafałko (dyrekcja: Wojciech Michniewski) - Atom Accordion Quintet - Atom String Quartet, Rafał Grząka - Krzysztof Herdzin: Suite on Polish Themes - Academy of St. Martin in the Fields (dyrekcja: Krzysztof Herdzin) - Stanisław Moryto - Anna Mikołajczyk-Niewiedział, Anna Sikorzak-Olek, Stanisław Skoczyński, Filharmonia Kameralna im. Witolda Lutosławskiego w Łomży (dyrekcja: Jan Miłosz Zarzycki) - Wojciech Blecharz – Liminal Studies - Majewska & Kwadrofonik, Royal String Quartet |
| Najlepszy album polski za granicą |
| - Grażyna Bacewicz: Complete String Quartets - Kwartet Śląski - Marian Sawa: Complete Violin Music - Jolanta Sosnowska – skrzypce, Maria Gabryś – fortepian, Marietta Kruzel-Sosnowska – organy - Oriental Trumpet Concertos - Gábor Boldoczki i Sinfonietta Cracovia (dyrekcja: Jerzy Dybał) |

### Złote Fryderyki

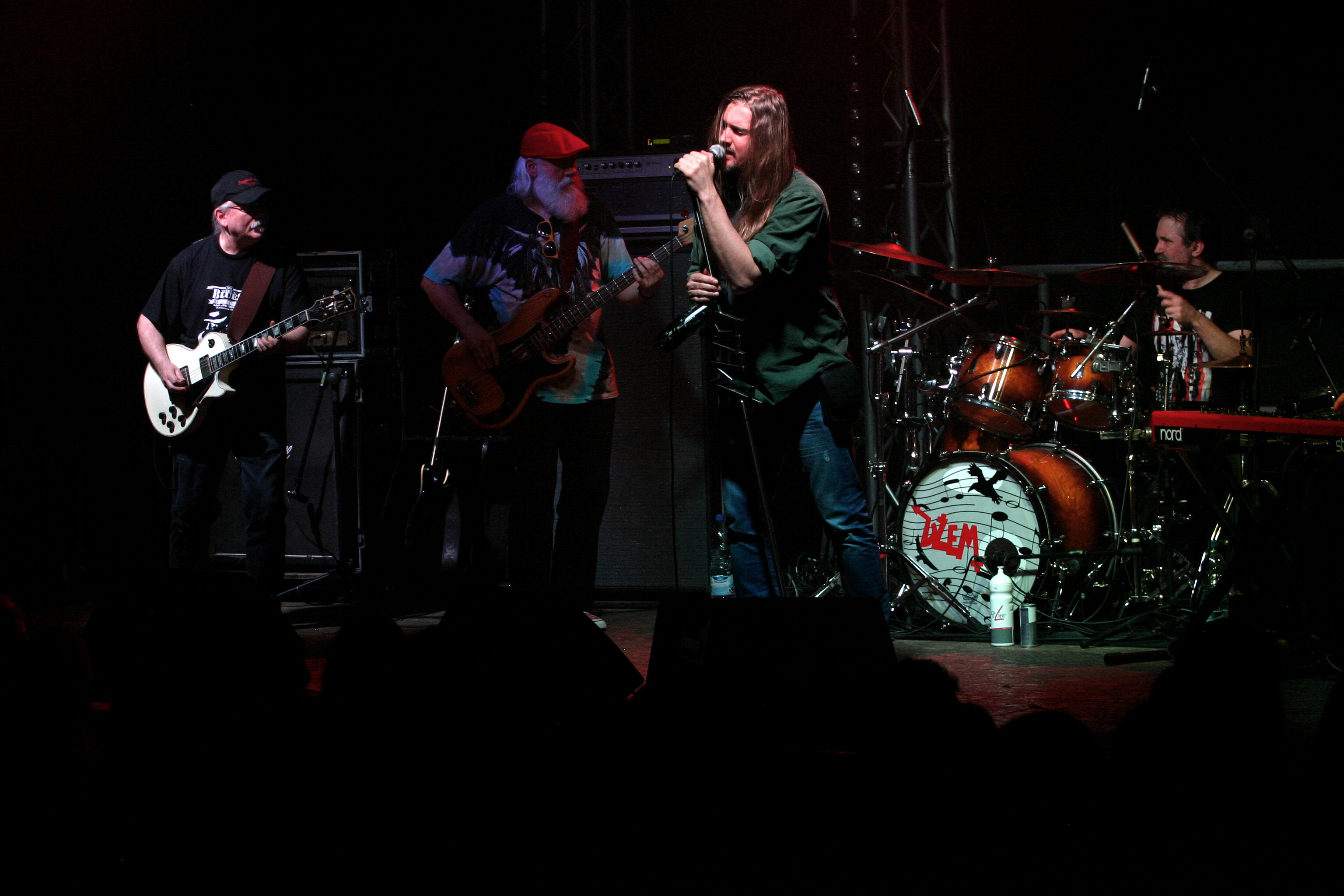
Dżem, laureaci Złotego Fryderyka w muzyce rozrywkowej

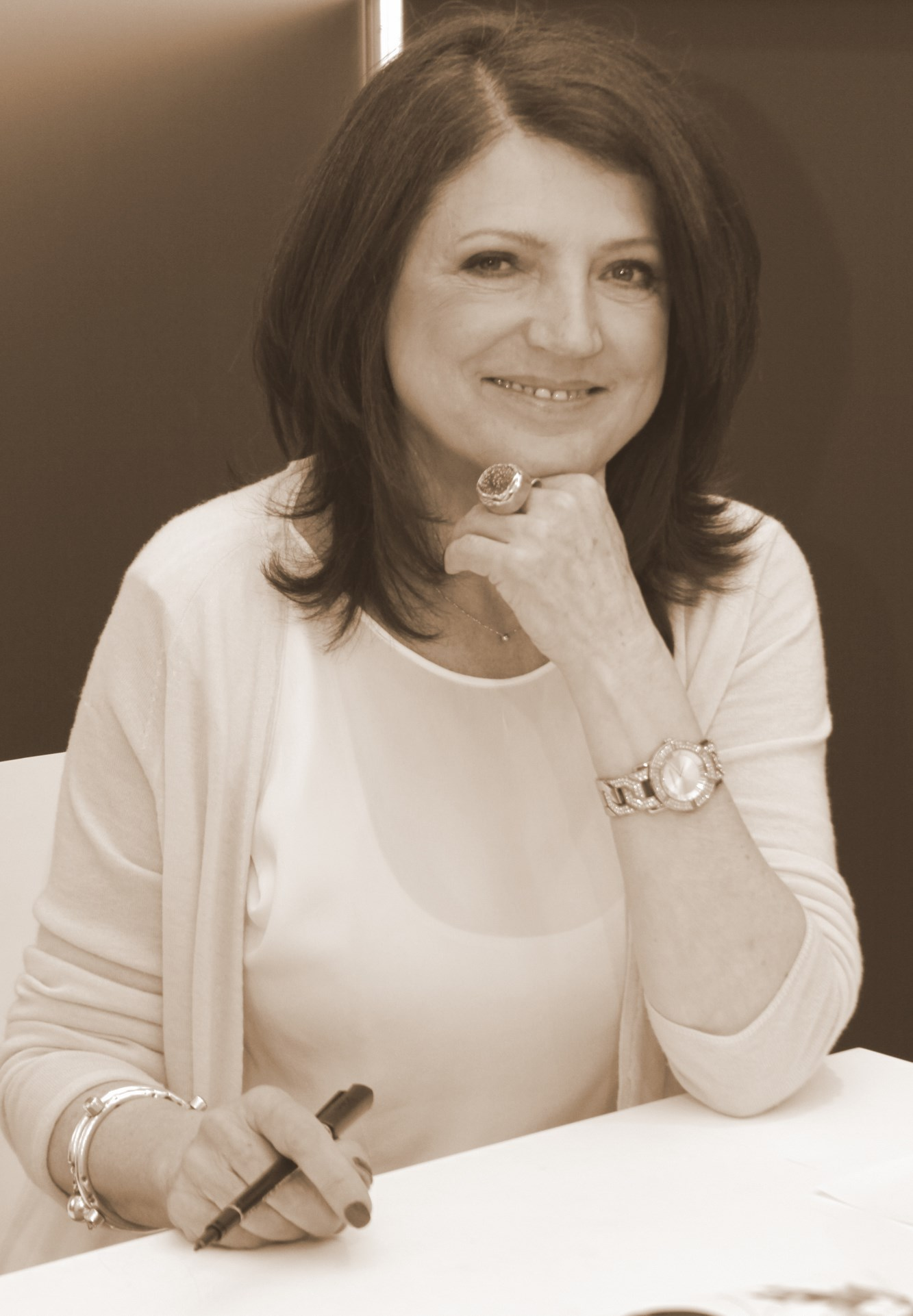
Urszula Dudziak, laureatka Złotego Fryderyka w muzyce jazzowej

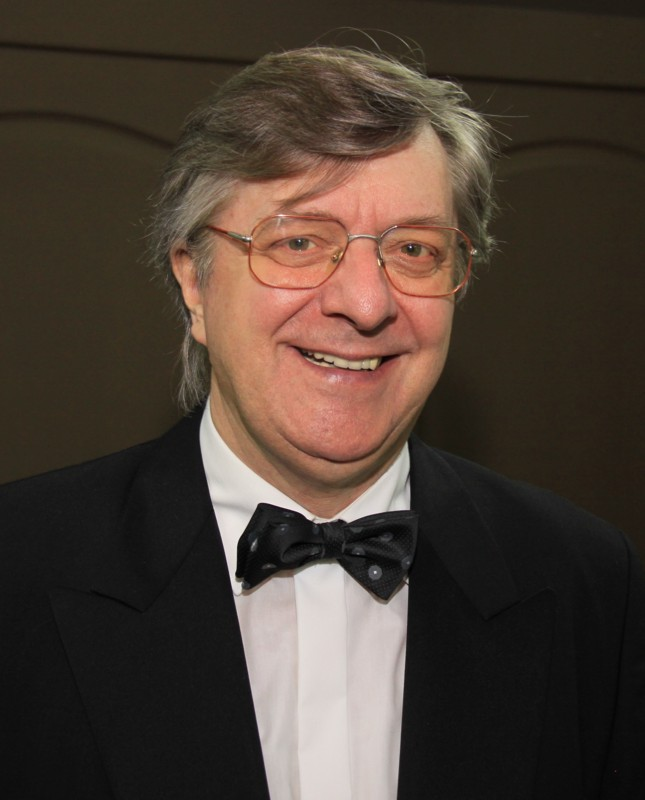
Piotr Paleczny, laureat Złotego Fryderyka w muzyce poważnej

Laureaci Złotych Fryderyków:
- Dżem (muzyka rozrywkowa)
- Urszula Dudziak (muzyka jazzowa)
- Piotr Paleczny (muzyka poważna)

## Statystyki
| Liczba | Osoba/zespół                                      |
| ------ | ------------------------------------------------- |
| 2      | Anna Mikołajczyk-NiewiedziałKwartet ŚląskiØrganek |

| Liczba | Osoba/zespół |
| ------ | --- |
| 5      | Anna Mikołajczyk-Niewiedział |
| 3      | Adam PierończykAdam StaszewskiAgnieszka RehlisBartek KrólikBrodkaHeyKatarzyna NosowskaKrzysztof PendereckiMarek PiotrowskiØrganekPaweł KrawczykRobert GierlachRobert MarkiewiczSzymon KrzeszowiecTomasz LewandowskiTomasz Organek |